# Galakväll på operan
Galakväll på operan (engelska: A Night at the Opera) är en amerikansk komedifilm från 1935, i regi av Sam Wood och med Bröderna Marx i huvudrollerna. I övriga roller märks Kitty Carlisle, Allan Jones, Margaret Dumont, Sig Ruman och Walter Woolf King. Detta var den första av fem filmer bröderna Marx gjorde för Metro-Goldwyn-Mayer efter att ha lämnat Paramount Pictures, och deras första efter att Zeppo lämnat gruppen.

## Handling
Filmen handlar om hur operaföreståndaren Otis B. Driftwood (Groucho) och hans kompanjoner Fiorello (Chico) och Tomasso (Harpo) hjälper två unga italienska operasångare, kärleksparet Ricardo (Allan Jones) och Rosa (Kitty Carlisle) att slå igenom. Margaret Dumont gör rollen som den rika änkan Mrs. Claypool, som är föremål för Grouchos omsvärmningar i syfte att få henne att investera i operan.
Hela sällskapet beger sig till New York där de kämpar för att Ricardo och Rosa ska få jobb på den stora operan. De motarbetas dock av Ricardos rival Rodolfo Lasparri (Walter Woolf King) och operachefen Mr. Gottlieb (Sig Ruman).

## Rollista
- Groucho Marx - Otis B. Driftwood
- Harpo Marx - Tomasso
- Chico Marx - Fiorello
- Kitty Carlisle - Rosa Castaldi
- Allan Jones - Ricardo Baroni
- Margaret Dumont - Mrs. Claypool
- Sig Ruman - Herman Gottlieb
- Walter Woolf King - Rodolfo Lassparri
- Robert Emmett O'Connor - sergeant Henderson
- Edward Keane - kaptenen
- Purnell Pratt - borgmästaren
- Harry Allen - dörrvakt (ej krediterad)
- Billy Gilbert - orkestermedlem som ber Fiorello att inte spela piano (ej krediterad)
- Helen Grayco - flicka som ser på när Chico spelar piano (ej krediterad)

## Om filmen
Filmen är en av Bröderna Marx mest berömda filmer och den sjätte långfilmen. Det var den första filmen bröderna gjorde utan Zeppo, och den första för filmbolaget MGM. Filmen hade amerikansk premiär den 15 november 1935.
Rockgruppen Queen gav ut albumet A Night at the Opera (1975), inspirerat av filmen Galakväll på Operan. De gav också ut albumet A Day at the Races (1976), döpt efter Marx-filmen med samma namn.

## Utvald filmscen
- Under kontraktsförhandlingar mellan Groucho och Chico tas fler och fler paragrafer bort genom att helt enkelt riva bort delarna tills endast en liten bit papper återstår. Förhandlingen genomförs i samma lutande positioner som vid ett barbesök och Grouchos fot vilar på den liggande Lasparri.

- Groucho flyttar in i sin hytt där han först hittar de tre fripassagerarna, han beställer mat till alla och två servitörer kommer in i hytten. Sedan kommer även en manikyrist, två fartygshantverkare, en städerska och ytterligare personer in i hytten så det slutligen finns 14 personer huller om buller i den nu helt överfyllda hytten.

- Groucho, Chico, Harpo och Alan Jones flyttar sängar fram och tillbaka mellan två hotellrum för att förvirra en amerikansk polis.